# Necrorama
Necrorama, Black Thrilling Tales es un juego de rol independiente creado por Javier Arce a finales de 2007. Sus principales pilares son el pulp, el steampunk, el cine negro y el humor ácido e histriónico. Su forma básica de distribución es el pdf gratuito. Existe también una versión en papel A4 de 122 páginas, disponible a través de impresión bajo petición a la empresa editora Lulu.com.

## Universo de juego
El manual básico proporciona un escenario de juego enmarcado en una ciudad infinita llamada Iron City, la cual podría pertenecer al Inframundo y a la que van a parar las almas de muchos de los finados en la Tierra. La urbe presenta una arquitectura y aspecto similar a cualquier gran ciudad terrestre durante las décadas de 1920 a 1940, aunque a lo largo de sus incontables barrios pueden encontrarse ambientes más arcaicos (similares a los victorianos). Los estilos conocidos como art decó y art nouveau compiten por copar los diseños urbanos.
Iron City está gobernada por demonios, quienes manejan el negocio de las almas y crean a partir de algunas de ellas los llamados «necrólitos», siervos a medio camino entre la humanidad y lo sobrenatural. El resto de almas están destinadas a convertirse en simples humanos (los pobladores de Iron City), o al embotellamiento y posterior venta/consumo.
Los jugadores interpretan a necrólitos que buscan los secretos más oscuros de la ciudad y la forma de salir de ella, al mismo tiempo que luchan por mantener una imagen limpia ante sus patronos demoníacos.

## Sistema de juego
El sistema de juego de Necrorama utiliza dos dados de diez caras más Competencia/Rasgos enfrentados para resolver todos los conflictos. El combate y la acción se organizan en torno a viñetas que recogen momentos clave de los conflictos, como si de un cómic se tratara. El manual incluye una sección para, de forma consensuada, crear barrios de Iron City. El objetivo de esta sección es el de proporcionar suficiente información como para que las partidas fluyan sin ninguna preparación previa.

## Licencia
Necrorama utiliza una licencia Creative Commons by-sa 2.5, lo cual permite la reproducción y edición de su contenido en totalidad siempre y cuando se incluya una mención al autor y la nueva obra utilice su misma forma de distribución.